# NGC 7017
NGC 7017 este o interacțiune de galaxii situată în constelația Capricornul. A fost descoperită în 8 iulie 1885 de către Francis Leavenworth.